# Norma Jean
Norma Jean (МФА: [ˈnɔːmə ʤiːn]; читается как Но́рма Джин) — американская металкор-группа из Дугласвилла, штат Джорджия, в пригороде Атланты. С момента своего создания в 1997 году, состав группы претерпел многочисленные изменения вплоть до того, что из оригинального состава никто не остался. На сегодняшний день, Norma Jean издала семь студийных альбомов, один из которых — O' God, the Aftermath на 48-й церемонии «Грэмми» получил номинацию «Лучшая обложка» в 2006 году. Название группы происходит от настоящего имени американской киноактрисы Мэрилин Монро.

## История

### Luti-Kriss и дебютный альбом (1997—2004)

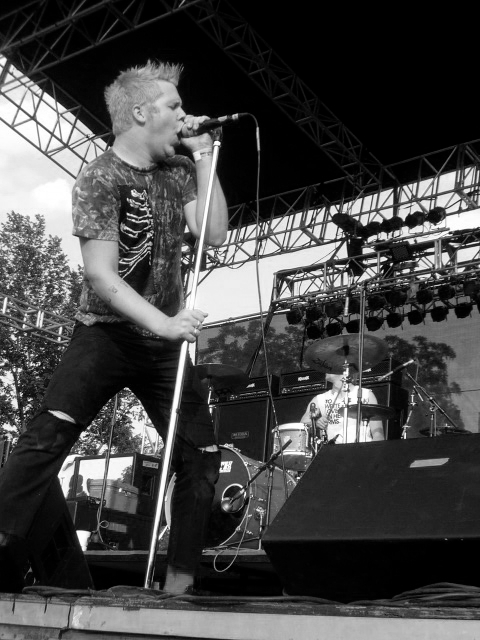
Джош Скогин в 2006 году со своей группой The Chariot.

Группа Norma Jean образовалась в 1997 году в Дугласвилле, штат Джорджия (в пригороде Атланты) вокалистом Джошом Скогином, соло-гитаристом Скотти Генри, ритм-гитаристом Крисом Дей, басистом Джошом Своффордом, барабанщиком Дэниелем Дэвисоном и диджеем Миком Бэйли. Группа записала сплит с рэпкор-группой Travail, который был выпущен в 1999 году на лейбле Pluto Records. Песни с данного релиза Luti-Kriss позже добавят в свой мини-альбом 5ep, выпущенный 25 июля 2000 года на лейбле Pluto Records. Звучание на этих двух EP группы сильно отличался от будущих релизов, в частности агрессивным стилем исполнения в жанрах ню-метала и рэп-метала. Вскоре после выхода 5ep группу покидает басист Джош Своффорд, на место которого приходит новый участник Джош Дулиттл. Затем группа начнёт работать над своим дебютным альбомом Throwing Myself, а диджей Мик Бейли вскоре также покинет состав группы непосредственно во время производства альбома.
Альбом Throwing Myself был выпущен 13 марта 2001 года на лейбле Solid State Records. Группа стала играть смесь металкора и ню-метала с христианской лирикой. После выхода альбома, группа сменила своё название на «Norma Jean». Барабанщик Дэниел Дэвисон объяснил, что группа получила своё название от имени киноактрисы Мэрилин Монро, чьё настоящее имя Норма Джин Бейкер. Только после того, как они решили взять себе такое название, они узнали, что «Норма» означает «образец», а «Джин» означает «Божья милость и милосердие», что при полном переводе означает «Образы благодати и милосердия». В 2002 году группа под новым названием и с новым басистом Джошом Дулиттлом издаёт дебютный альбом Bless the Martyr and Kiss the Child на всё том же лейбле. Вскоре после выхода релиза фронтмен Джош Скогин покинул группу объяснив свой уход следующими словами: 

Я чувствовал, что я должен был это сделать.Оригинальный текст (англ.)It was just something that I felt led to do. 
Джош вскоре не раз выступал на концертах с группой во время исполнения песни «Memphis Will Be Laid to Waste» после своего ухода. Басист Джош Дулиттл также покинул группу вслед за Джошом, и был заменён на Джейка Шульца. Джош Скогин основал свою группу The Chariot; в течение полутора лет его заменял вокалист Брэд Норрис.

### Ранние издания (2005—2009)

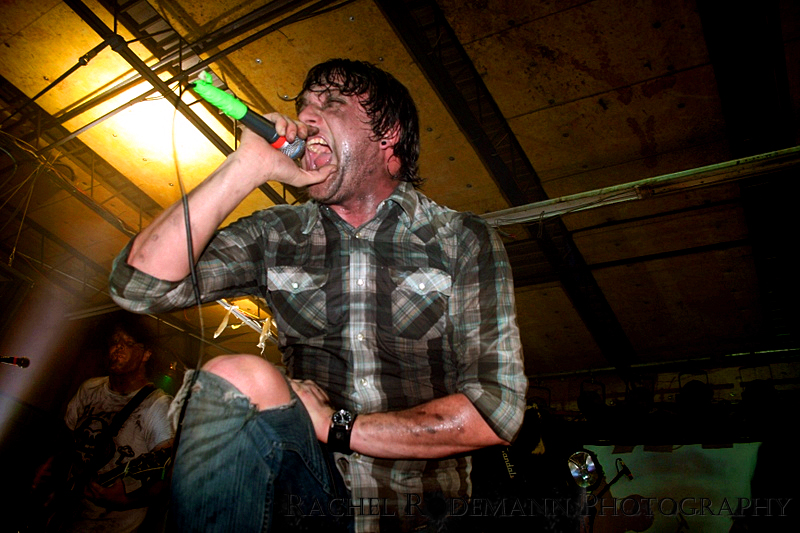
Кори Брэнден в 2007 году.

На замену Брэда Норриса пришёл Кори Брэндан, участник таких групп, как Eso-Charis, Living Sacrifice и Uses Fire. До этого, Кори был знаком с участниками группы. До прихода Кори, группа планировала отправиться в европейский тур, но так как постоянного вокалиста не было, участники позвонили Кори и сказали, что если он согласится, то должен будет успеть за три недели выучить текста песен и в том числе 2 новые. В марте 2005 года вышел второй студийный альбом группы — O' God, the Aftermath. Это первый альбом с участием Кори Брэндана. Обложка альбома на 48-й ежегодной церемонии вручения наград «Грэмми» было присвоена номинация «Лучшая обложка» в 2006 году. Обложка была разработана американским графическим дизайнером Райаном Кларком в студии Asterisk в Сиэтле.
Третий студийный альбом Redeemer был записан совместно с продюсером Россом Робинсоном. 21 сентября 2007 года на официальном сайте группы участник оригинального состава Дэниел Дэвисон объявил, что покинет группу после завершения их тура. Последний концерт с его участием был 7 ноября 2007 года на Irving Plaza в Нью-Йорке.

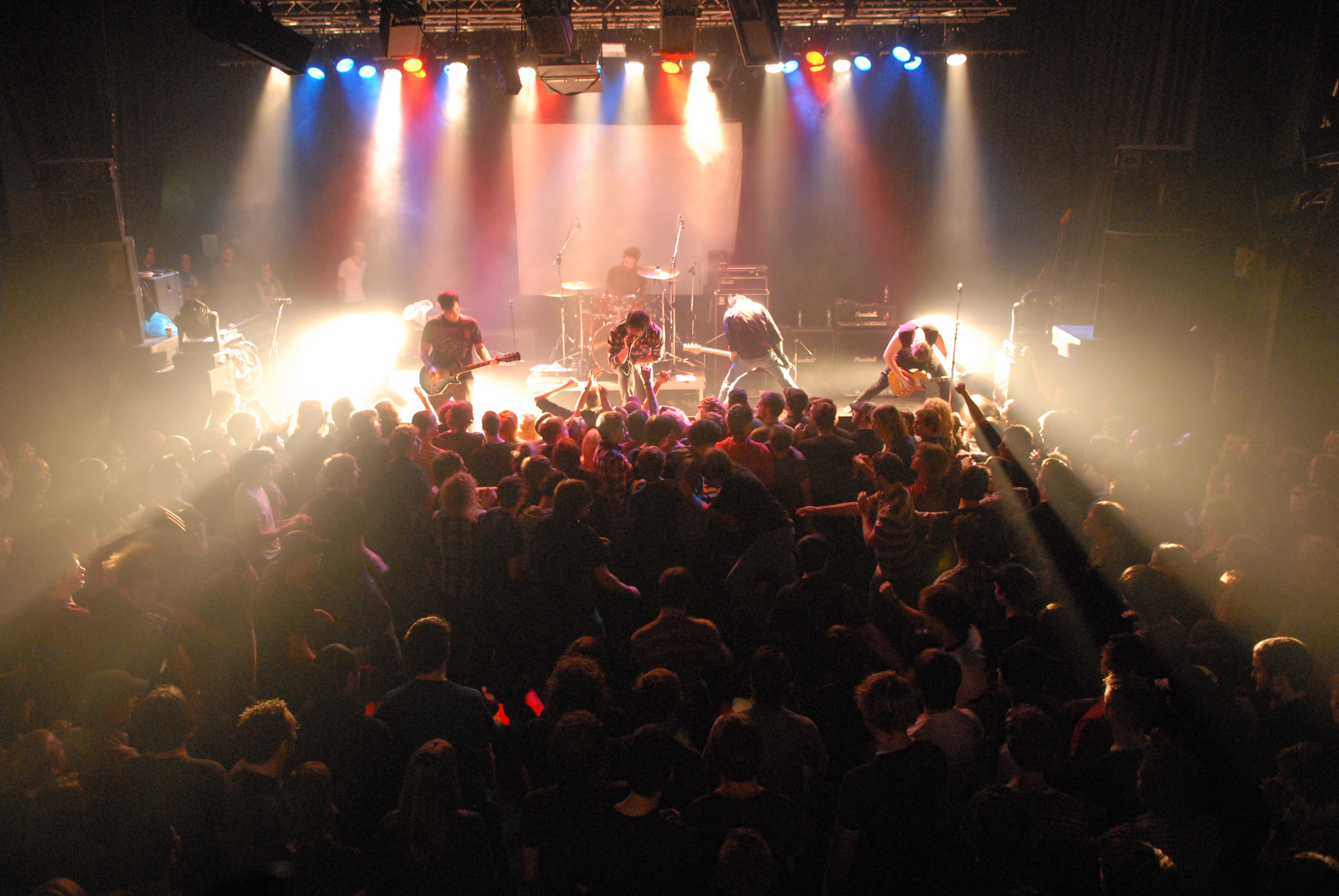
Norma Jean выступает на музыкальной площадке Tivoli в Нидерландах в 2007 году.

17 декабря 2007 года Norma Jean объявила, что приступит к сочинению нового альбома под названием The Anti Mother в январе, в апреле начнётся запись, а после будут участниками гастролирующего фестиваля Warped Tour на весь 2008 год. Сочинение было официально объявлено 24 января. 13 февраля на Myspace-бюллетене Norma Jean анонсировала, что они уже сочинили 6 песен. Они написали песню совместно с вокалистом и гитаристом альтернативной метал-группы Helmet Пейджем Хамильтоном и фронтменом американской альтернативной метал-группы Deftones Чино Морено. Группа описала две песни, которые были написаны в соавторстве с Чино, как разнообразные и антитрадиционные. В феврале группа объявила, что на место барабанщика был принят Крис Рэйнс, участник металкор-группы Spitfire.
5 августа 2008 года Norma Jean выпустила альбом The Anti Mother. В преддверии тура группа сняла видеоклип на песню «Robots 3 Humans 0» совместно с режиссёром Дэниелем Чеснутом.

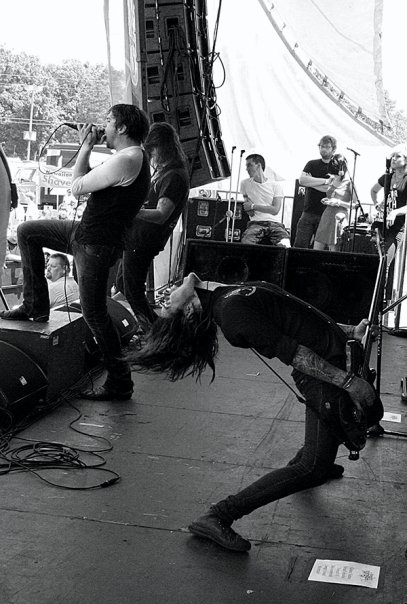
Norma Jean на фестивале Warped Tour в 2008 году.

3 января 2009 года на своём официальном сайте Norma Jean объявила, что они будут писать песни для своего следующего альбома. Предстоящий по счёту пятый студийный альбом, как говорила группа, знаменует собой возвращение назад к (своим) корням.
5 апреля 2009 года группа сообщила на своём официальном сайте, что они покидают текущий тур по множеству причин.

### Подписание на лейбл Razor & Tie (2009—2015)
3 ноября 2009 года Norma Jean сообщили, что они расстаются с давним лейблом Solid State Records и заключили сделку с независимым лейблом Razor & Tie с планами выхода альбома летом 2010 года.
Norma Jean объявила название одной из их новых песен — «Kill More Presidents», также группа призывала своих поклонников снимать живое выступление этой песни. Видеоклип был выпущен в начале марта.
Поклонники группы могли загрузить первую композицию группы под названием «Leaderless and Self Enlisted» из нового альбома Meridional, предварительно подписавшись на их электронную почту через веб-сайт группы.
Norma Jean совместно с новым продюсером Джереми Гриффитом издали альбом Meridional 13 июля 2010 года.
В интервью журналу Exclaim!, который был опубликован в день выпуска альбома Meridional, барабанщик Крис Рэйнс рассказал о том, как появился звук Meridional и что повлияло на него: 

На последних записях мы делали разные вещи; это правда, мы совмещали множество наших записей с тем, что мы хотели сделать в этот раз. Я думаю, мы взяли всё самое лучшее, что нам понравилось из прошлых записей и тем самым мы затронули что-то, что было более мрачной и более тяжёлой темой.Оригинальный текст (англ.)The last few records have been doing different things; this one truthfully mixed a lot of those records with what we wanted to do this time. I think we took all the good that we liked from the past records and added the new touch that we wanted to put on it, which was a heavier and darker theme. 
Барабанщик Крис Рэйнс был заменён Мэттом Маркесом в конце 2010 года без официального заявления об этом обмене и о том, что Крис никогда не вернётся. В 2016 году Крис обратился к участникам Norma Jean с просьбой покинуть группу по семейным обстоятельствам в интервью Trav Turner 23 ноября 2010 года лейбл Solid State Records, где группа ранее записывала свои альбомы, издал ретроспективный бокс-сет под названием Birds and Microscopes and Bottles of Elixirs and Raw Steak and a Bunch of Songs; в сборник вошли CD-диски трёх первых студийных альбомов группы (Bless the Martyr and Kiss the Child, O" God, the Aftermath и Redeemer). В январе 2011 года гитарист Скотти Генри решил взять временный отпуск, чтобы отдохнуть от группы. Позже его заменили на гитариста из металкор-группы The Handshake Murders Джеффа Хики для проведения концертов в 2011 году.

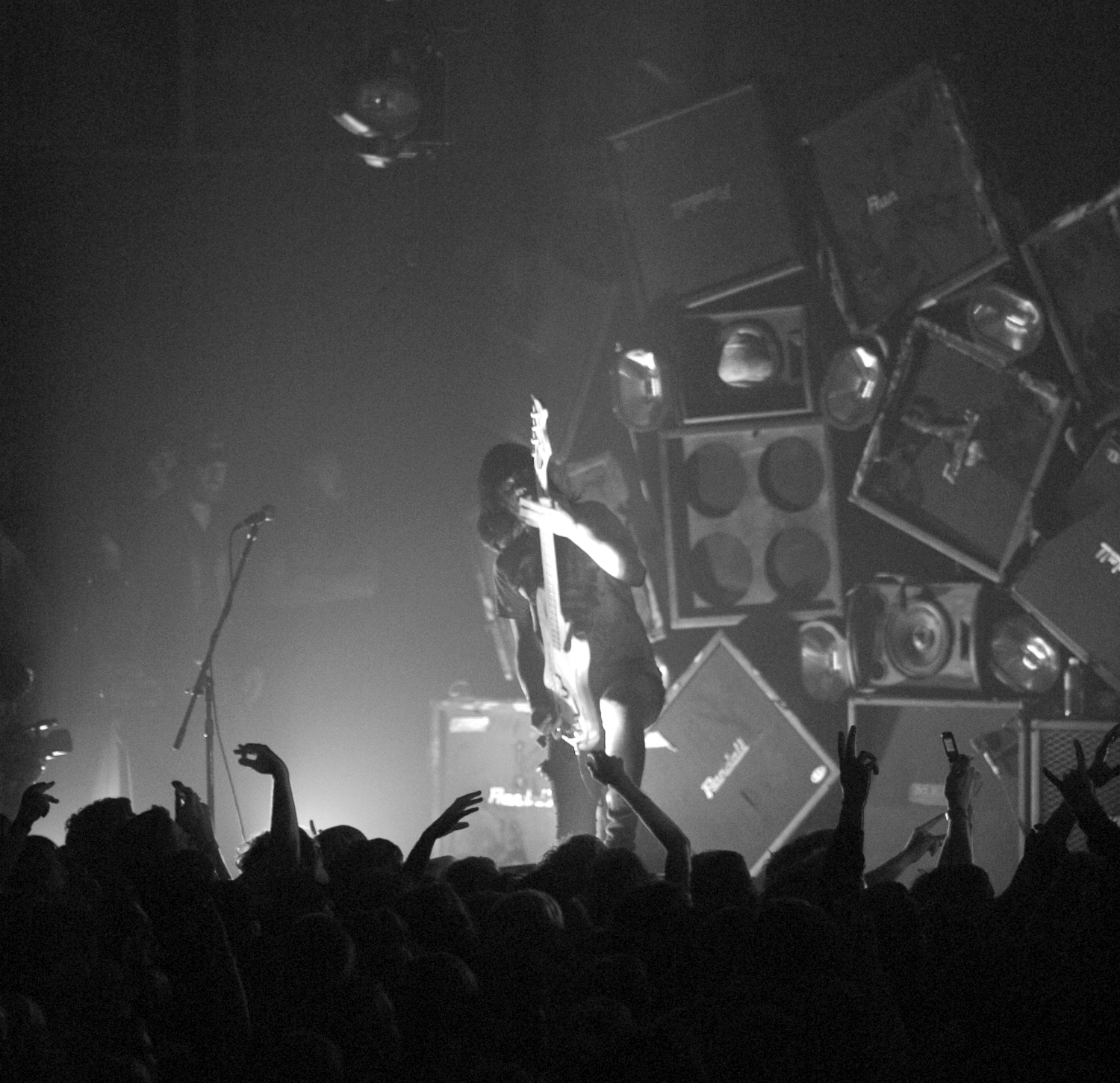
Басист Джейк Шульц покинул группу в 2012 году. Его заменил Джон Финнеган, чтобы приступить к записи альбома Wrongdoers.

30 октября 2012 года группа объявила, что они возвращаются в студию для записи нового альбома с декабря 2012 по январь 2013 годов, а также они выбрали в роли продюсера Джошуа Барбера. Это первый альбом группы, в записи которого участвуют новые участники: Джефф Хики (соло-гитара), Джон Финнеган (бас-гитрара, заменил ушедшего из группы Джейка Шульца) и Клейтон «Goose» Холиоук (барабаны). Альбом Wrongdoers был выпущен 6 августа 2013 года на лейбле Razor & Tie в США и 9 сентября 2013 года в Великобритании и Европе

### Новый альбом и возвращение к Solid State Records (2015 — наши дни)
В мае 2015 года группа рассказала, что работа над их седьмым полноформатным альбомом началась.
9 июля 2015 года Norma Jean объявила тур по всей Америке, в честь 10-летия альбома O' God, the Aftermath. На своих концертах они будут исполнять этот альбом целиком. Группа также сообщила, что к их туру присоединяются такие группы, как '68, Sleepwave и The Ongoing Concept.
15 сентября 2015 года Norma Jean объявила, что они снова подписали контракт с лейблом Solid State, на котором они выпустят свой следующий альбом в 2016 году.
В июне 2016 года группа объявила о выпуске первого сингла «1,000,000 Watts» из нового альбома Polar Similar. В этом же месяце вышел новый сингл «Synthetic Sun». Norma Jean выпустила свой третий сингл из альбома Polar Similar, который называется «Forever Hurtling at Andromeda», гостем композиции стал вокалист группы Coalesce Шон Ингрэм. Перед выпуском альбома Кори Брэнден сделал интервью HM Magazine, в котором он упомянул нового участника группы — ритм-гитарист Филлип Фэррис, который заменил Криса Дей, последнего участника оригинального состава, хотя никаких заявлений о его уходе не было.
В 2019 году выходит восьмой студийный альбом All Hail.
16 июня 2022 был анонсирован выпуск нового релиза под названием Deathrattle Sing For Me. Также вышел сингл с клипом Call For The Blood в день анонса. Релиз альбома должен состоятся 12 августа 2022 года.

## Состав группы

### Текущий состав
- Кори Брэндан — вокал, дополнительная гитара (2004 — наши дни)
- Грейсон Стюарт — ритм-гитара (2018 — наши дни), соло-гитара (2019 — наши дни)

### Бывшие участники
- Джефф Хикки — соло-гитара (2011—2019)
- Филлип Фэррис — ритм-гитара, бэк-вокал (2015—2018)[37]
- Джон Финнеган — бас-гитара (2013—2017)
- Клейтон «Goose» Холиоук — барабаны (2012—2017)[38]
- Дэниел Дэвисон — барабаны, перкуссия (1997—2007)
- Джош Дулиттл — бас-гитара (1997—2002)
- Скотти Генри — соло-гитара (1997—2011)[27]
- Крис Рэйнс — барабаны, перкуссия (2007—2010)[39]
- Джош Скогин — вокал (1997—2002)
- Джейк Шульц — бас-гитара (2002—2012)
- Крис Дей — бэк-вокал, ритм-гитара (1997—2015)[34]
- Мик Бэйли — клавишные, музыкальное программирование (1997—2001)
- Райан Леджер - барабаны (2018-2019)[40]

### Концертные участники
- Клэй Криншоу — ритм-гитара (2019 — наши дни)
- Джонни Мунч — бас-гитара (2019 — наши дни)
- Мэтт Маркез — барабаны (2010—2012, 2013, 2019 — наши дни)[41]
- Брэд Норрис — вокал (2002—2004)
- Мэтт Маркес — барабаны (2010—2012, 2013)[39]
- Билли Ноттке — бас-гитара (2002)
- Игорь Ефимов — ритм-гитара (2017)

### Сессионные участники
- Мэтт Путман — дополнительная перкуссия в альбоме Redeemer

## Дискография

### Как Luti-Kriss
- Throwing Myself (2001)

### Как Norma Jean
- Bless the Martyr and Kiss the Child (2002)
- O' God, the Aftermath (2005)
- Redeemer (2006)
- The Anti Mother (2008)
- Meridional (2010)
- Wrongdoers (2013)
- Polar Similar (2016)
- All Hail (2019)
- Deathrattle Sing For Me (2022)

## Награды

### Премии «Грэмми» и номинации
- O' God, the Aftermath — «Лучшая обложка»[англ.] (2006 год) (номинация)[42]